# Рак (Куявсько-Поморське воєводство)
Рак (пол. Rak) — село в Польщі, у гміні Скрвільно Рипінського повіту Куявсько-Поморського воєводства.
Населення — 234 особи (2011).
У 1975-1998 роках село належало до Влоцлавського воєводства.

## Демографія
Демографічна структура станом на 31 березня 2011 року:
|          | Загалом | Допрацездатний вік | Працездатний вік | Постпрацездатний вік |
| -------- | ------- | ------------------ | ---------------- | -------------------- |
| Чоловіки | 113     | 15                 | 81               | 17                   |
| Жінки    | 121     | 35                 | 59               | 27                   |
| Разом    | 234     | 50                 | 140              | 44                   |